# Drapeau de l'Occitanie
Le drapeau de l’Occitanie représente la région culturelle et historique nommée Occitanie. Depuis 2016, il existe par ailleurs une région administrative dénommée Occitanie qui arbore son propre drapeau.

## Drapeau de la région historique et culturelle
Le drapeau de la région historique existe sous deux ou trois variantes :
- un drapeau créé par François Fontan[2].

- une variante sans étoile, largement utilisée[3]. C’est la variante utilisée officiellement par la Ville de Montpellier[4]. Il se compose du drapeau occitan proprement dit, c'est-à-dire le drapeau historique de la province de Languedoc accompagné de l'étoile du Félibrige qui elle est censée représenter tous les pays d'oc et pas seulement la province de Languedoc.

- une variante avec l’étoile des félibres, destinée à établir une distinction avec le drapeau du Languedoc. C’est la variante utilisée officiellement par la Ville d’Agen[5] et les communes occitanes d’Italie[6]. le drapeau sans étoile est actuellement le drapeau de la ville de Toulouse puisque la région Occitanie en a créé un autre. Il a été créé par le comte Ramon IV, en revenant de croisade, inspiré par les croix des églises orthodoxes où les trois pointes de chaque branche représentent la sainte Trinité.[réf. nécessaire]

Drapeau de l’Occitanie (avec étoile) ; ratio : 2:3.
Drapeau de l’Occitanie (sans étoile) ; ratio : 2:3.

Dans les vallées occitanes d’Italie, en application de la loi 482-99 sur la protection des minorités linguistiques, de nombreuses communes organisent une cérémonie, autour de la pose du drapeau occitan sur les bâtiments officiels. Un texte est lu en occitan et italien, expliquant les motifs de la cérémonie puis le drapeau est hissé au son du Se chanto. Cette cérémonie s'est déroulée pour la première fois en France dans le village de Baratier, dans les Hautes-Alpes, le 19 novembre 2006.
Dans la région Piémont, cet usage a été officialisé en 2007 pour l’ensemble des minorités historiques par une loi régionale.

## Drapeau de la région administrative Occitanie

Drapeau du Conseil Régional issu du logo carré ; ratio : 2:3.
Drapeau du Conseil Régional issu du logo rectangulaire ; ratio : 2:3.
Drapeau du Conseil Régional issu du logo rectangulaire (revers) ; ratio : 2:3.

Le drapeau du Conseil Régional reprend le logo et existe sous deux variantes, qui reproduisent les usages des deux régions fusionnées (Languedoc-Roussillon et Midi-Pyrénées) :

Drapeau du Languedoc accompagnant le drapeau du Conseil Régional ; ratio : 2:3.
Drapeau du Roussillon accompagnant le drapeau du Conseil Régional ; ratio : 2:3.